# John Slim (Ringer)
John Percival Slim, nach anderen Quellen James Slim, (* 9. Januar 1885 in Wednesbury; † 14. März 1966 in Wandsworth) war ein britischer Ringer.

## Leben und Karriere
Slim, der für den Hammersmith Amateur Wrestling Club rang, wurde in den Jahren 1905 und 1907 Britischer Meister im Freistilringen der Federgewichtsklasse.
1908 vertrat er sein Land bei den Olympischen Sommerspielen in London. Nachdem er in der ersten Runde ein Freilos erhalten hatte, besiegte er im Viertelfinale seinen Landsmann Sidney Peake vorzeitig. Gleiches gelang ihm im Halbfinale gegen William Tagg, der ebenfalls Brite war. Im Finale stand Slim dem US-Amerikaner George Dole gegenüber. Diesen konnte er nicht bezwingen, sodass er das Turnier mit dem Gewinn der Silbermedaille abschloss.
Nach den Olympischen Spielen beendete Slim seine Karriere als Ringer und zog nach Deutschland, wo er mithalf, den Boxsport zu etablieren. Vor dem Ersten Weltkrieg war er Boxlehrer der Prinzen der preußischen Königsfamilie.